# Mieres
Mieres es un concejo de la comunidad autónoma de Asturias (España), y capital del partido judicial homónimo. Limita al norte con Ribera de Arriba, Oviedo y Langreo, al sur con Lena y Aller, al este con Langreo, San Martín del Rey Aurelio y Laviana y al oeste con Morcín y Riosa. Cuenta con una población de 36 132 habitantes (INE 2024).
Fue un importante centro de explotación de minas de carbón desde el siglo XIX, actividad actualmente finalizada. Hasta los años 1970 alojó también una importante industria siderúrgica. Su capital es Mieres del Camino, una localidad que aún hoy conserva parte de ese aire histórico de pequeña ciudad industrial.

## Geografía

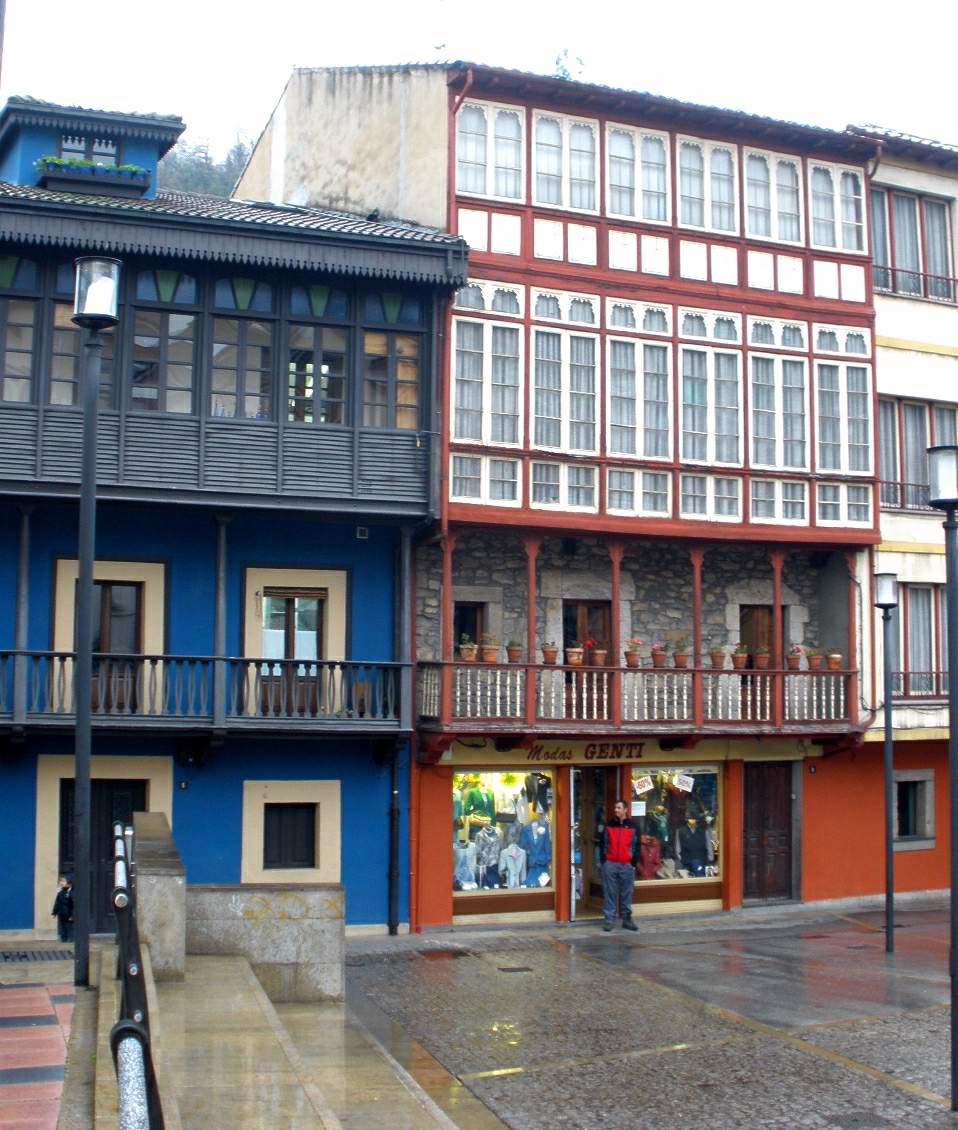
Fachadas típicas, plaza del Requejo

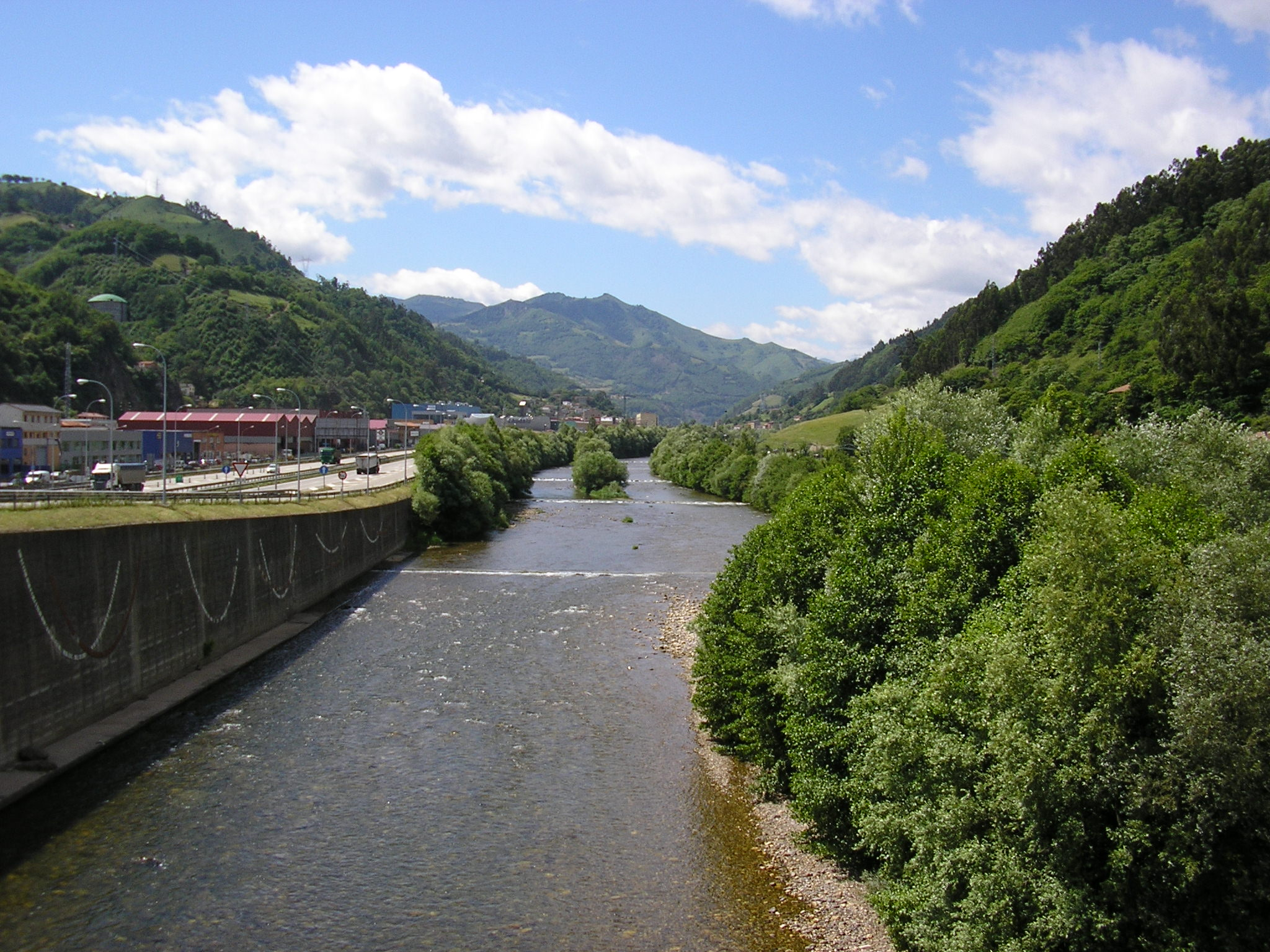
El río Caudal a su paso por Mieres

Ortofotomapa de Mieres

Sus principales núcleos por número de habitantes son (INE 2012): Mieres, su capital (24 228 hab.), Turón (4142 hab), Figaredo (2330 hab), Ujo (2252 hab) y Rioturbio (1680 hab). 
Está a una distancia de la capital del Principado, Oviedo, de 20 kilómetros. Sus principales vías de comunicación son la Autovía Ruta de la Plata (A-66), vía rápida que permite la comunicación con Oviedo y León, la carretera nacional N-630, alternativa convencional a la anterior, la Autovía Minera (AS-I), que comunica con Langreo, Siero y Gijón, y las carreteras autonómicas AS-269, que se dirige hacia Langreo, y AS-112, que la une con Cabañaquinta. 
El relieve del municipio es predominantemente montañoso, con apretados valles. Por el norte hacen de límite municipal la sierra de Lagos (Magarrón, 654 metros) y la sierra de Fayeu (Gúa, 658 metros). Por el este se alzan el cordal de Carraspientes (Polio, 1051 metros), la sierra Rebuyu (Cuetra, 812 metros) y el cordal de Urbiés (Cogollo, 1017 metros). Por el sur se extienden el cordal de Longalendo (Cueto Ventoso, 1148 metros) y la sierra de Navaliego (Burra Blanca, 1153 metros y pico Tres Concejos, 1096 metros). Por el oeste se alza el cordal de Cuba (Lusorio, 998 metros). La altitud oscila entre los 1153 metros (Burra Blanca) y los 160 metros a orillas del río Caudal. La capital del concejo se alza a 209 metros sobre el nivel de mar. Sus valles son apretados, aprovechando las laderas para las actividades agrícolas y las explotaciones forestales. Las zonas bajas están ocupadas por la industria y los pozos de extracción del carbón especialmente en las vegas de los ríos Caudal y Turón. Parte de Mieres se encuentra en el Paisaje protegido de las Cuencas Mineras de Asturias.

### Hidrografía
El principal río de Mieres es el río Caudal, que nace de la confluencia de los ríos Lena y Aller a la altura de Ujo, y atraviesa el concejo de sur a norte. En este río vierten sus aguas varios arroyos de escasa importancia, como el Duró, el Turón, el San Juan y el Valdecuna, entre otros. El Caudal es afluente, a su vez, del río Nalón, al que vierte sus aguas en Soto de Ribera, en el concejo de Ribera de Arriba.
| Noroeste: Ribera de Arriba | Norte: Oviedo y Langreo | Noreste: Langreo                           |
| Oeste: Morcín y Riosa      |                         | Este: San Martín del Rey Aurelio y Laviana |
| Suroeste: Riosa            | Sur: Lena y Aller       | Sureste: Aller                             |

### Clima
- Temperatura media anual: 11 °C
- Temperaturas récord:

Más alta: 38 °C
Más baja: -16 °C
- Media pluviométrica anual: 1000 mm³
- Humedad relativa: 80 %
- Media días de nieve: 15

El clima de Mieres es oceánico más frío que el del resto de ciudades asturianas del litoral como Gijón o Avilés.
Durante el verano predomina una situación de bochorno, donde el valle protege a Mieres de los vientos del norte.
En invierno Mieres es una ciudad extraordinariamente fría si tenemos en cuenta su latitud, altitud y distancia de la línea de costa. La media anual de días de nieve es insignificante. Esta nieve es permanente en la cumbre de las montañas que rodean Mieres los meses más fríos del año y muy rara vez desciende a la ciudad y la vega del Caudal debido a la poca altitud (poco más de 200 metros). También durante el invierno son frecuentes las heladas y el aguanieve.
Esta situación es debida a que Mieres, al igual que toda la Comarca del Caudal, está influidos por el carácter continental que le proporciona su ubicación entre profundos valles pese a estar a no muchos kilómetros de la línea de costa, lo que hace que las temperaturas se extremen con respecto al litoral asturiano y fenómenos como las heladas sean mucho más habituales.

## Flora
Las especies arbóreas predominantes son fundamentalmente castaños, asimismo hay fresnos, hayas, nogales, avellanos y pinos.

## Historia

### Prehistoria
La presencia humana en Mieres data de tiempos prehistóricos. Existen varios túmulos y castros en el concejo que confirman la presencia de poblaciones humanas anteriores a la ocupación romana. No obstante, las primeras noticias históricas importantes sobre este municipio se refieren a la presencia de Roma. La importancia que tuvo esta presencia en Mieres aún no ha podido ser determinada, ya que los restos arqueológicos que se conservan son insuficientes para ello.
La inscripción más relevante de la época que se ha encontrado en este concejo es la conocida como Lucius Corona Severus, dedicada a la memoria de un soldado de la Legio VII Gemina y descubierta en Ujo en 1870. Se conserva en el Museo Arqueológico de Oviedo, junto a otras piezas importantes como el ara de Nimmedo y la estela funeraria de Sulpicio Úrsulo, ambas encontradas también en Ujo.
Se sabe que Mieres fue para los romanos un importante lugar de paso entre Asturias y la meseta. Según estudios del profesor Juan Uría Ríu, la vía romana que unía Legio (León) con Lucus Asturum (Lugo de Llanera) atravesaba Mieres y Ujo. No se ha encontrado resto alguno de la época visigoda en el concejo.

### Edades Media y Moderna
Es a partir de mediados del siglo IX cuando comienza a aparecer el nombre de Mieres con relativa frecuencia en los documentos de la época. En este siglo ya se tiene constancia de la existencia de algunos pequeños núcleos de población en el territorio del concejo, en el entorno de diversas posadas e iglesias.

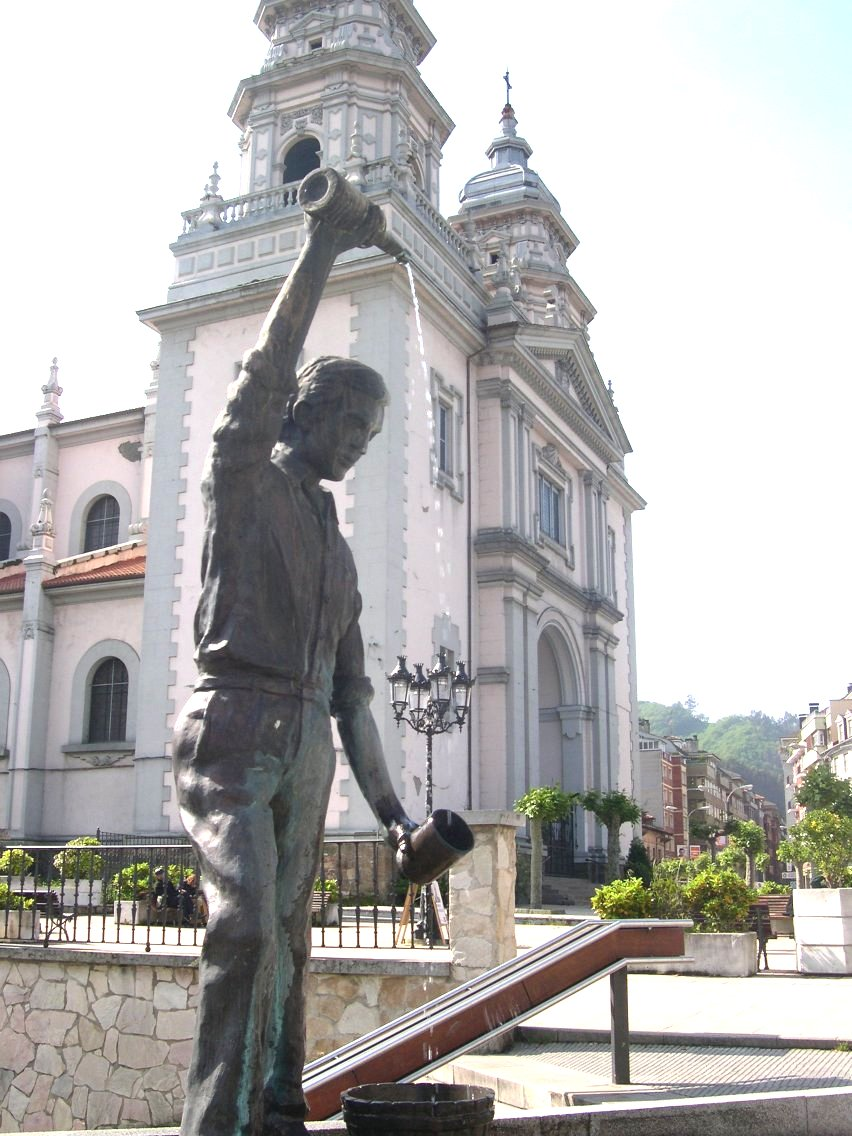
Plaza del Requejo de Mieres, con la iglesia de San Juan al fondo

En el año 857, Ordoño I, rey de Asturias, hace una donación de la iglesia de San Juan, en las proximidades del río Aller, a la iglesia de San Salvador de Oviedo y, tres años más tarde, el mismo monarca hace una donación de la iglesia de Santa Eulalia de Ujo (Santolaya en Uxo) a Fruminio, obispo de León.
En 1103, Alfonso VI dona a la iglesia de San Salvador de Oviedo la villa de Baíña, con la condición de edificar en el monte Copián una alberguería. Esta alberguería fue donada por Alfonso VII al conde de Luna, Gonzalo Bermúdez, en el año 1139. El mismo Gonzalo Bermúdez dona Aguilar (en el monte Copián) y las villas de Loredo y Baíña a la catedral de Oviedo en 1143.
En 1266, Alfonso X otorga fuero al concejo de Lena, quedando incluidos los territorios de Mieres dentro de los límites lenenses.
Mieres figuró desde la Edad Media en la Ruta Jacobea, siendo un importante lugar de paso para los peregrinos que se dirigían hacia Santiago de Compostela haciendo parada en Oviedo. De ahí el nombre de su capital: Mieres del Camino.
Durante la guerra de Independencia, el mierense Fernando de Cosío organiza las primeras guerrillas, que junto a las tropas del brigadier Manglano combaten al ejército napoleónico y le hacen retroceder hacia León.

### Edad Contemporánea

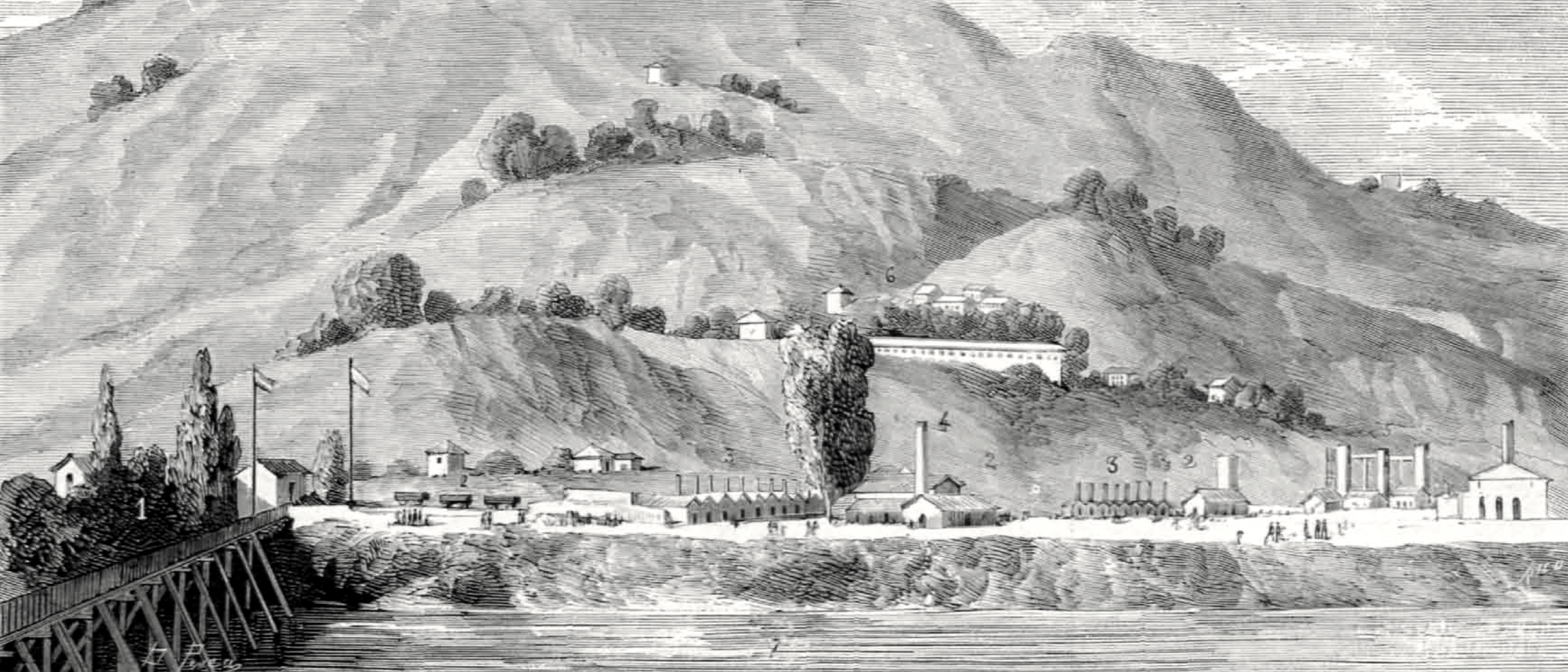
Grabado con la antigua Fábrica de Mieres en el

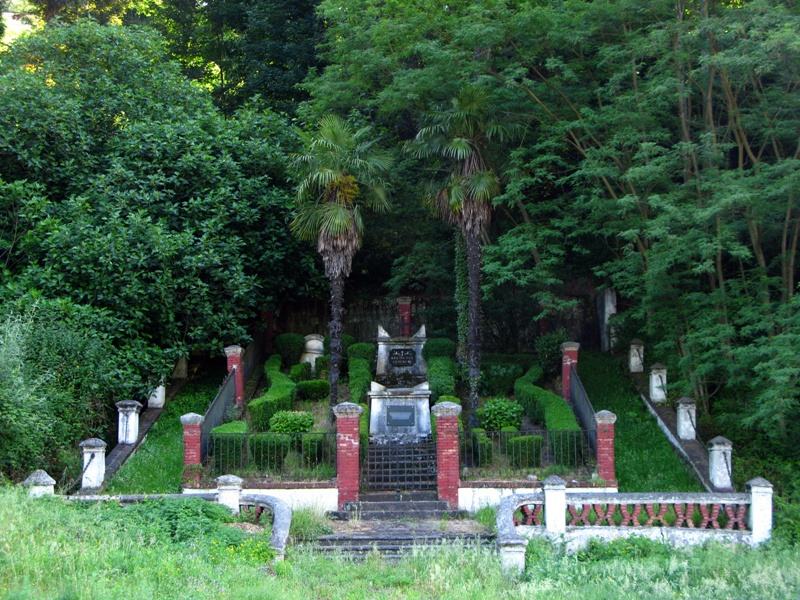
Cementerio protestante

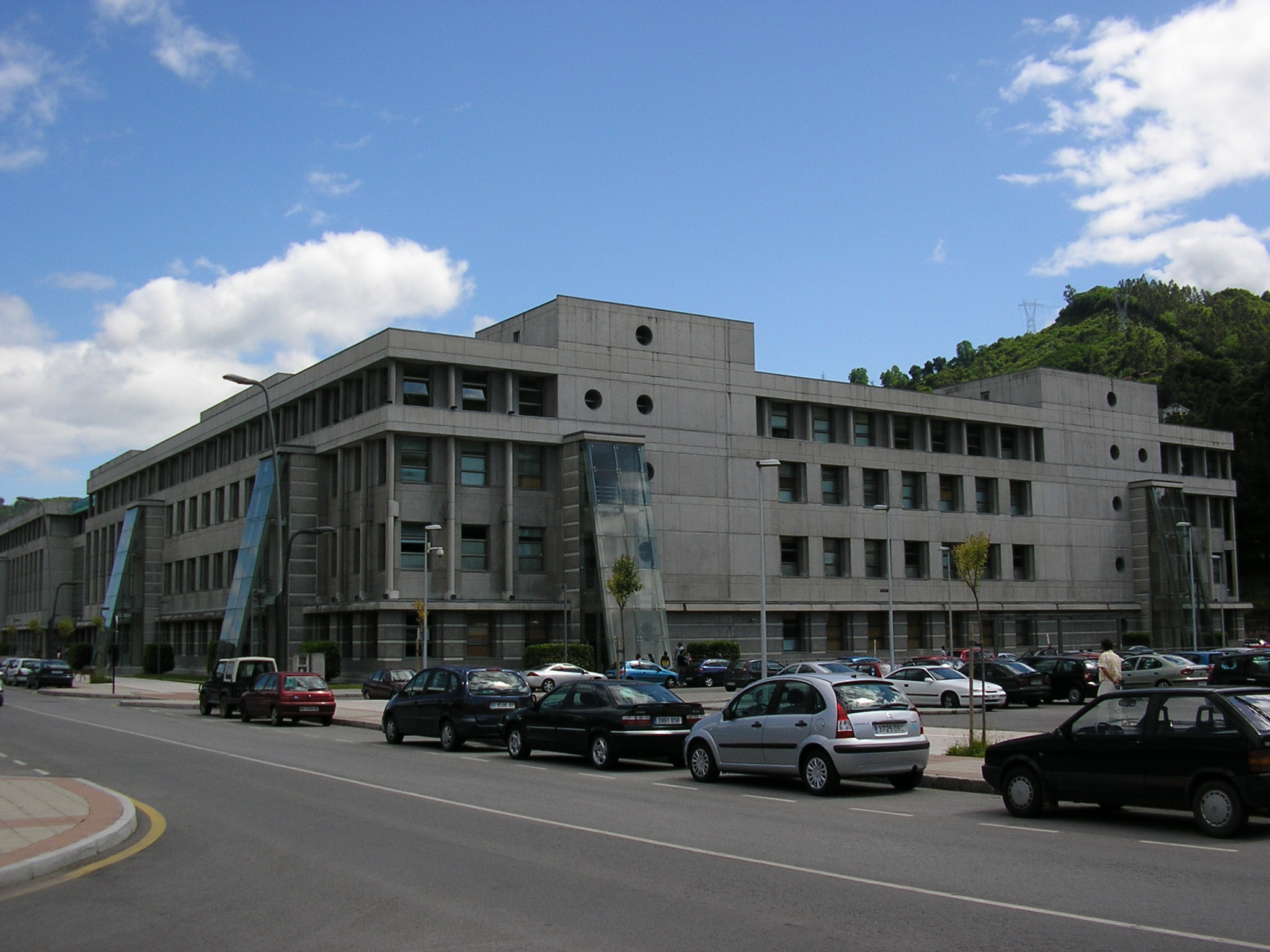
Campus universitario

En 1836, durante la regencia de María Cristina, Mieres se constituye como ayuntamiento independiente del de Lena, ya que la unión de estos dos concejos nunca había llegado a efectuarse de facto.
A mediados del siglo XIX, se establece en Mieres la Asturian Mining Company empresa minera de capital inglés, y el empresario francés Numa Guilhou funda Fábrica de Mieres, lo que provocará que el concejo pase de una economía predominantemente agraria y ganadera a ser uno de los principales centros industriales de la época, lo que producirá grandes cambios políticos y sociales en todo el concejo.
La producción de la industria mierense alcanza su punto álgido durante el primer tercio del siglo XX, lo que provocaría un gran aumento de la población y, parejo a esto, la formación de las primeras asociaciones obreras del concejo, como la Juventud Socialista de Mieres (1905). Los conflictos laborales más importantes sucedieron en las huelgas 1906 y 1917, ambas sofocadas con una fortísima represión y gran cantidad de despidos.
Durante la revolución de 1934, Mieres fue uno de los principales centros revolucionarios y núcleo del estallido. Al grito de "Coyones y dinamita" los obreros asaltaron los cuarteles de las fuerzas de seguridad y se organizaron para tomar la ciudad de Oviedo. Muchos fueron encarcelados o perecieron en la represión llevada a cabo por el gobierno de la república.
En las elecciones de 1936 la voluntad de Mieres fue un 49,33 % de votos para el gobierno del Frente Popular. Mieres, antiguo bastión tradicionalista de Asturias, había pasado a apoyar a las izquierdas tras su intensa industrialización debido a la proliferación de población obrera en el concejo, si bien algunos movimientos izquierdistas y sindicales como el anarquismo que en otras regiones de España había tenido influencia en la sociedad (Aragón, Andalucía, Cataluña) en Mieres despertaba por lo general un ambiente de repudia siendo la población obrera mucho más favorable al modelo estalinista de la URSS.
La Guerra Civil de 1936 dejará la cuenca en la zona republicana, aunque con una notable presencia rebelde en algunas zonas como Ujo, donde se organizó un consejo falangista. Las organizaciones obreras jugaron un gran papel cayendo en 1937 y con la caída del frente republicano en Asturias cayó el concejo de Mieres. Terminada la guerra aún continuarían algunas partidas guerrilleras como las de los hermanos Morán. El número de mierenses que acudieron a Rusia con la División Azul es notable, siendo el lugar de Asturias desde el que más voluntarios partieron.
Tras los durísimos años de la posguerra, las décadas de los cuarenta y cincuenta supusieron una reactivación de la economía, hasta llegar a los años sesenta, años marcados por la profunda crisis.
El tejido industrial fue recuperando el pulso tras la posguerra pero, a partir de los años 1960, la siderurgia y la minería entran en declive, ya que Fábrica de Mieres es desmantelada y la extracción del carbón se muestra prácticamente inviable, lo que provoca el cierre de muchas minas y la consiguiente pérdida de empleos.

## Demografía

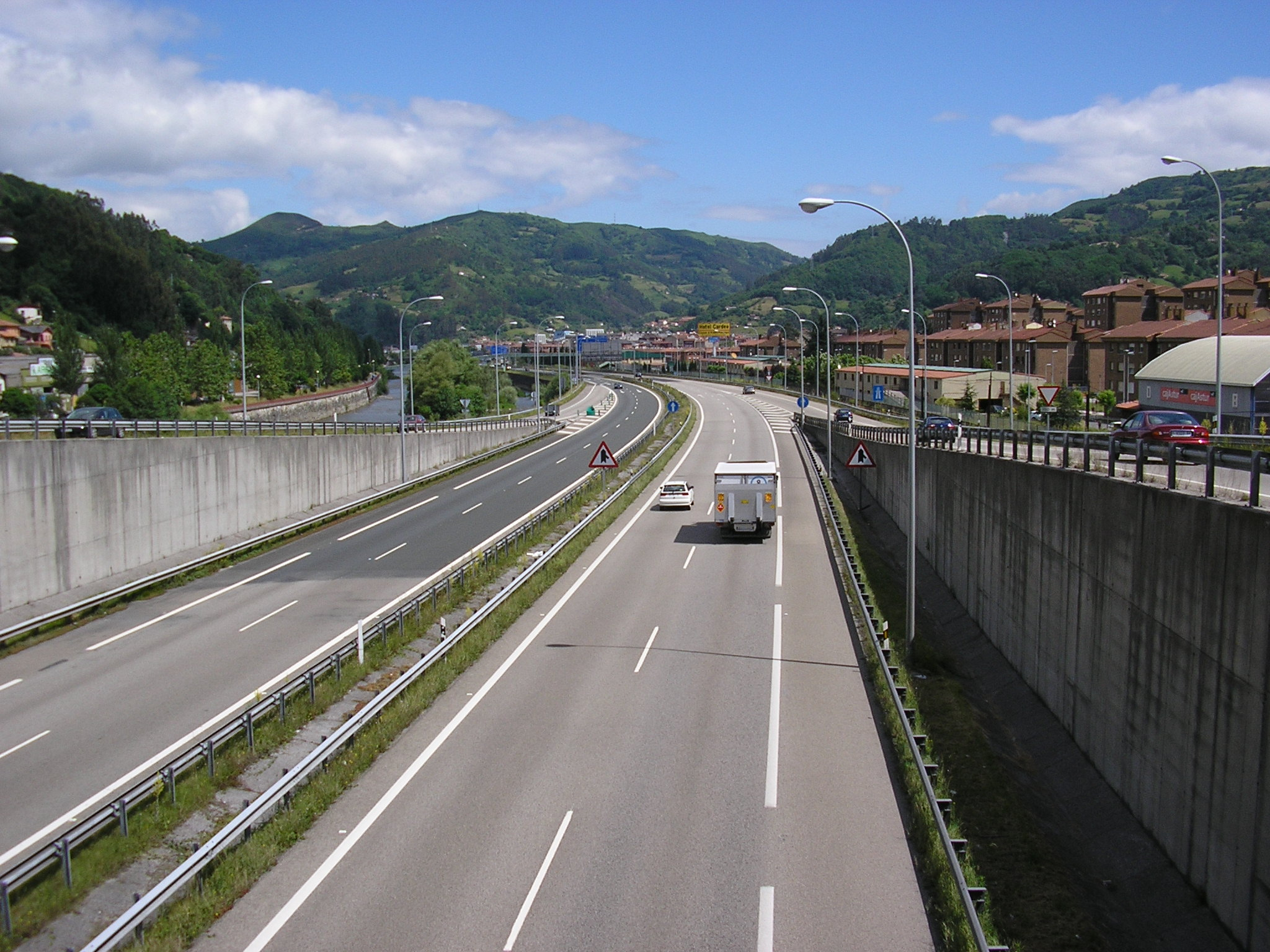
Por el concejo de Mieres discurren las principales vías de comunicación de Asturias con la Meseta

Mieres cuenta con una población de 36 132 habitantes (INE 2024).
| Gráfica de evolución demográfica de Mieres entre 1842 y 2021 |
| |
| Población de derecho según los censos de población del INE Población de hecho según los censos de población del INEEn este censo se denominaba Mieres del Camino: 1991 |

Mieres es uno de los más importantes municipios mineros junto a Langreo y su desarrollo ha sido ligado a la coyuntura carbonífera. Su crecimiento ha sido muy rápido pero también su desplome.
Este concejo a principios del siglo XX, tenía una población de 18 265 habitantes, en cuatro décadas su población aumenta a 53 417 habitantes, lo que le ha dado un crecimiento de un 292 %, siendo superior al asturiano. Esto no pararía aquí, ya que su máxima población la tendrá en 1960 llegando a 70 871 habitantes, cifra esta que es la más elevada y la nunca alcanzada por ningún concejo minero. A partir de esta fecha entra en un proceso diferente, con un periodo recesivo que le hace perder más de 30 000 habitantes.
Su capital es la ciudad más poblada del municipio debido a la explotación de los pozos y a la necesidad de mano de obra, cuenta con 24 665 habitantes, además de tener otros centros de gran ocupación en las vegas del Caudal y sus afluentes el Turón y San Juan. Su estructura demográfica está marcada por la población adulta, que representa un 30 %. Jóvenes y mayores de 60 años tienen unos efectivos similares que rondan el 24 % de la población. Su proceso de emigración debido al desmantelamiento de su industria y el traslado a Gijón, trajo su primera oleada, la segunda oleada vino entre 1981-1991, debido a una crisis industrial, con la pérdida de puestos de trabajo, haciendo que unas 5000 personas emigraran instalándose en su mayoría en Oviedo y Gijón.
A fecha de 2021, Mieres cuenta con algo más de 37 000 habitantes, cifra de población inferior a la que tenía hace más de un siglo, en 1920.

## Administración y política

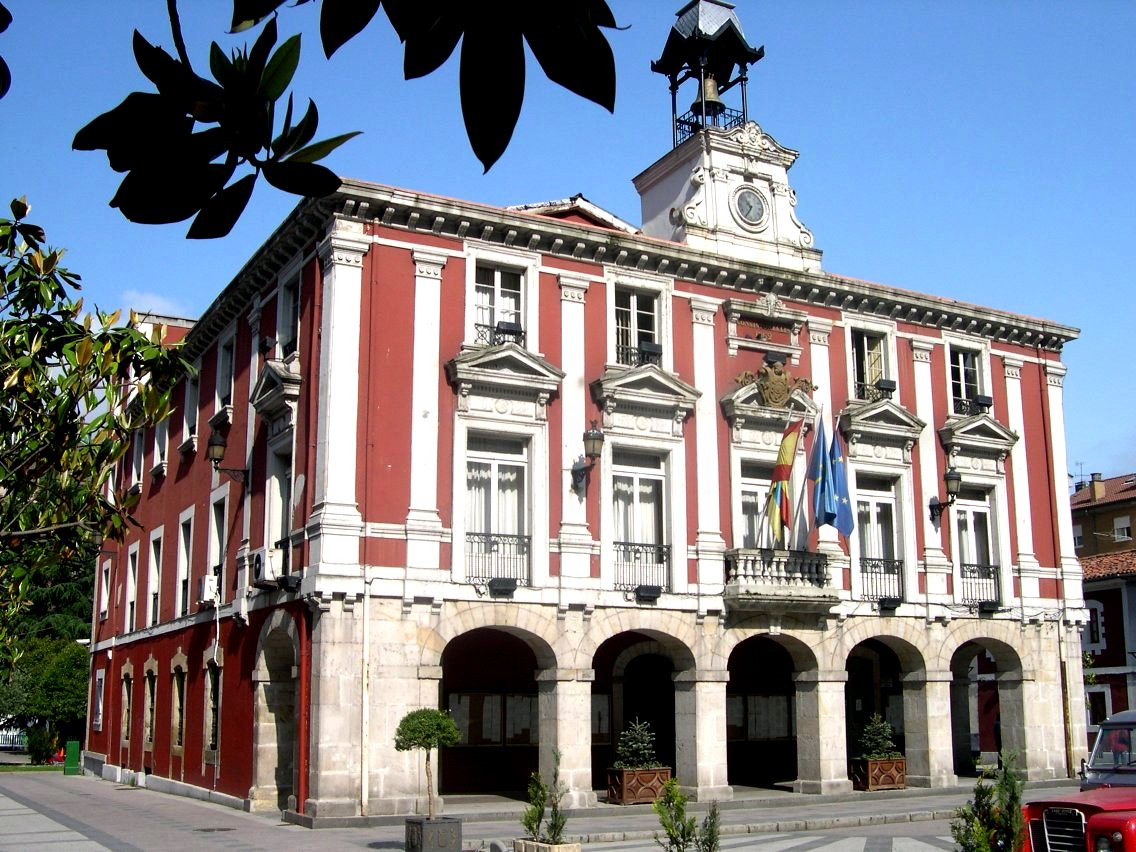
Casa consistorial

### Gobierno municipal
| Periodo   | Nombre                         | Partido | Partido                                    |
| --------- | ------------------------------ | ------- | ------------------------------------------ |
| 1979-1983 | Vital Álvarez-Buylla Rodríguez |         | Federación Socialista Asturiana (FSA-PSOE) |
| 1983-1991 | Eugenio Carbajal Martínez      |         | Federación Socialista Asturiana (FSA-PSOE) |
| 1991-1995 | Gustavo Losa Martínez          |         | Federación Socialista Asturiana (FSA-PSOE) |
| 1995-2003 | Misael Fernández Porrón        |         | Federación Socialista Asturiana (FSA-PSOE) |
| 2003-2011 | Luis María García García       |         | Federación Socialista Asturiana (FSA-PSOE) |
| 2011-2023 | Aníbal José Vázquez Fernández  |         | Izquierda Unida (IU)                       |
| 2023-act. | Manuel Ángel Álvarez Álvarez   |         | Izquierda Unida (IU)                       |

| Partido político                                            | 2023   | 2023  | 2023       | 2019   | 2019  | 2019       | 2015   | 2015  | 2015       | 2011  | 2011  | 2011       | 2007  | 2007  | 2007       |
| Partido político                                            | Votos  | %     | Concejales | Votos  | %     | Concejales | Votos  | %     | Concejales | Votos | %     | Concejales | Votos | %     | Concejales |
| Izquierda Unida (IU)                                        | 10 270 | 55,93 | 14         | 11 406 | 58,11 | 15         | 10 168 | 48,93 | 12         | 9807  | 41,54 | 10         | 5135  | 21,83 | 5          |
| Partido Popular (PP)                                        | 2868   | 15,61 | 3          | 2033   | 10,36 | 2          | 2757   | 13,27 | 3          | 4443  | 18,78 | 4          | 7749  | 32,94 | 7          |
| Federación Socialista Asturiana (FSA-PSOE)                  | 2737   | 14,90 | 3          | 3560   | 18,14 | 4          | 3870   | 18,62 | 4          | 5416  | 22,94 | 5          | 40,04 | 9418  | 9          |
| Vox                                                         | 999    | 5,44  | 1          | 489    | 2,49  | 0          | —      | —     | —          | —     | —     | —          | —     | —     | —          |
| Podemos                                                     | 430    | 2,34  | 0          | 927    | 4,72  | 0          | 2449   | 11,79 | 2          | —     | —     | —          | —     | —     | —          |
| Sos Mieres-EV                                               | 365    | 1,98  | 0          | —      | —     | —          | —      | —     | —          | —     | —     | —          | —     | —     | —          |
| Foro Asturias (FAC)                                         | 237    | 1,29  | 0          | 180    | 0,92  | 0          | 432    | 2,08  | 0          | 1843  | 7,81  | 2          | —     | —     | —          |
| Partido Comunista de los Trabajadores de España (PCTE)      | 123    | 0,66  | 0          | 74     | 0,38  | 0          | —      | —     | —          | —     | —     | —          | —     | —     | —          |
| Ciudadanos (CS)                                             | —      | —     | —          | 759    | 3,87  | 0          | 621    | 2,99  | 0          | —     | —     | —          | —     | —     | —          |
| Partido Comunista de los Pueblos de España (PCPE)           | —      | —     | —          | —      | —     | —          | 147    | 0,71  | 0          | 64    | 0,27  | 0          | 135   | 0,57  | 0          |
| Independientes de Asturias (IDEAS)                          | —      | —     | —          | —      | —     | —          | —      | —     | —          | 925   | 3,92  | 0          | —     | —     | —          |
| Frente de la Izquierda (FDLI)                               | —      | —     | —          | —      | —     | —          | —      | —     | —          | 280   | 1,19  | 0          | —     | —     | —          |
| Unidá Nacionalista Asturiana (UNA)-Bloque por Asturies (BA) | —      | —     | —          | —      | —     | —          | —      | —     | —          | 214   | 0,91  | 0          | —     | —     | —          |
| Conceyu Abiertu (CA)                                        | —      | —     | —          | —      | —     | —          | —      | —     | —          | 74    | 0,31  | 0          | —     | —     | —          |
| Unión Renovadora Asturiana (URAS)-Partíu Asturianista (PAS) | —      | —     | —          | —      | —     | —          | —      | —     | —          | 69    | 0,29  | 0          | 154   | 0,65  | 0          |
| Izquierda Asturiana (IAS)                                   | —      | —     | —          | —      | —     | —          | —      | —     | —          | —     | —     | —          | 231   | 0,98  | 0          |
| Andecha Astur (AA)                                          | —      | —     | —          | —      | —     | —          | —      | —     | —          | —     | —     | —          | 135   | 0,57  | 0          |

### Organización territorial
El concejo de Mieres se divide en 16 parroquias:
- Baíña
- Figaredo
- Gallegos
- Loredo
- Mieres
- Mieres (extrarradio)
- La Peña
- Rebollada
- Santa Cruz
- Santa Rosa
- Santullano
- Seana
- Turón
- Urbiés
- Ujo
- Valdecuna

## Servicios

### Educación
En el Campus de Mieres se imparten las siguientes titulaciones de la Universidad de Oviedo:
- Ingeniería Civil
- Ingeniería técnica de minas (varias especialidades)
- Ingeniería técnica topógráfica
- Ingeniería técnica forestal (especialidad en explotaciones forestales)
- Ingeniería geológica (2.º ciclo)

### Transporte y comunicaciones

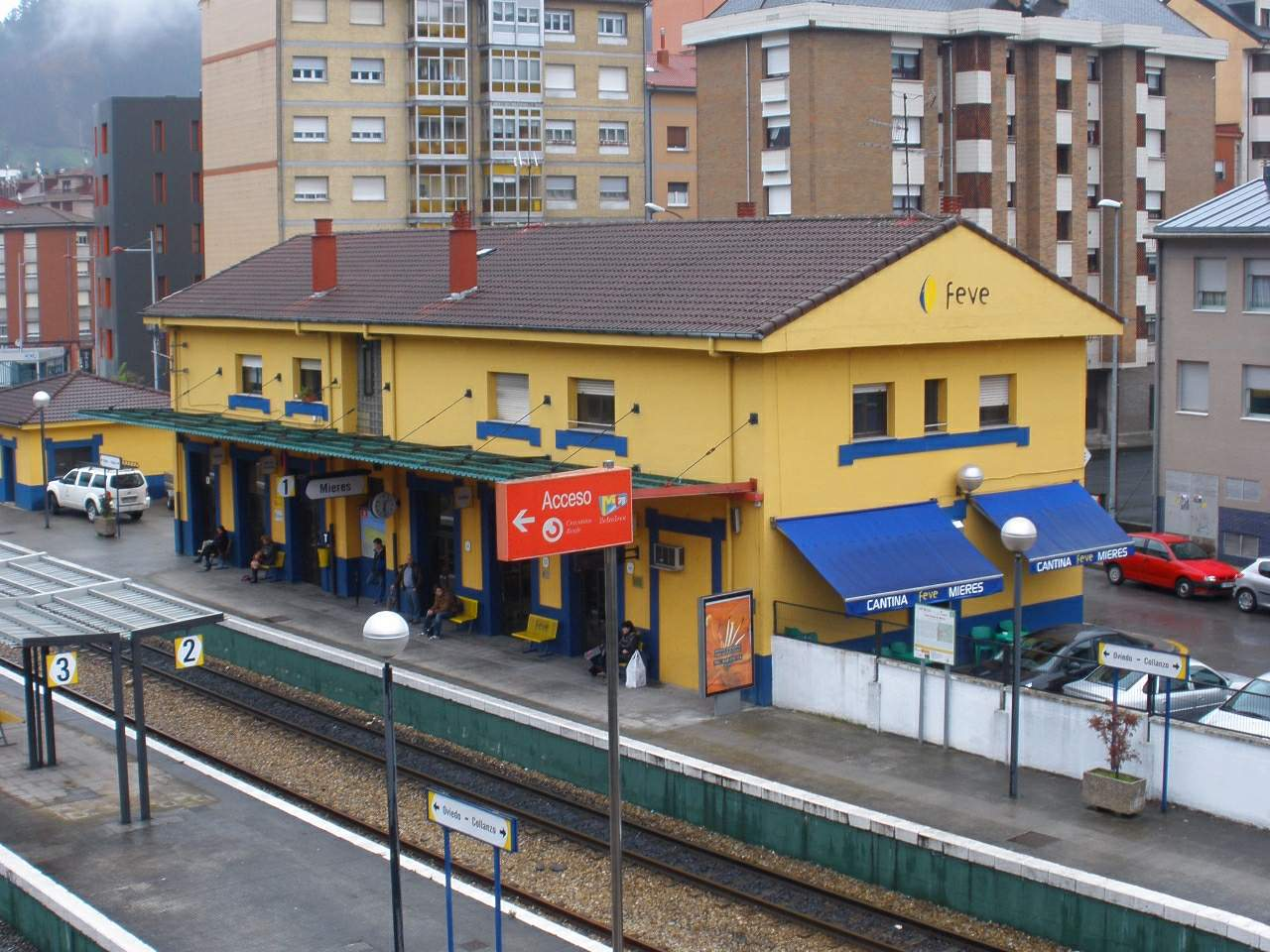
Estación de FEVE en Mieres

#### Ferrocarril
El concejo de Mieres es atravesado por la línea Venta de Baños-Gijón de la red de ancho ibérico de Adif, operada por Renfe Operadora, con parada en Ujo, Santullano, Mieres del Camino, Ablaña y La Pereda, correspondientes a la línea C-1 de Cercanías, que une Gijón con Puente de los Fierros. Además de la estación de Mieres-Puente (red de ancho ibérico de Adif), está también la estación de Mieres-Vasco (red de ancho métrico de Adif). En esta última pasa la línea C-8  (Trubia - Collanzo), con parada en las localidades de Santa Cruz, Ujo, Figaredo, Mieres, Caudalia, Ablaña, La Pereda y Baíña.
En Mieres realizan paradas los trenes de largo recorrido (Renfe Alvia) con destino o procedentes de Madrid, Barcelona, Alicante y León. Actualmente se comienzan a suprimir paradas como algunas de las que había en conexión con Barcelona.

#### Carreteras
Los principales accesos por carretera son por la autopista A-66 desde Oviedo o León y la autovía AS-1 (más conocida como Autovía Minera) desde Gijón, Pola de Siero o Langreo.
Es posible acceder a Mieres en autobús interurbano desde las localidades de Oviedo, Gijón, Langreo, y desde Madrid y Sevilla en autobuses de largo recorrido.

## Cultura

### Arte

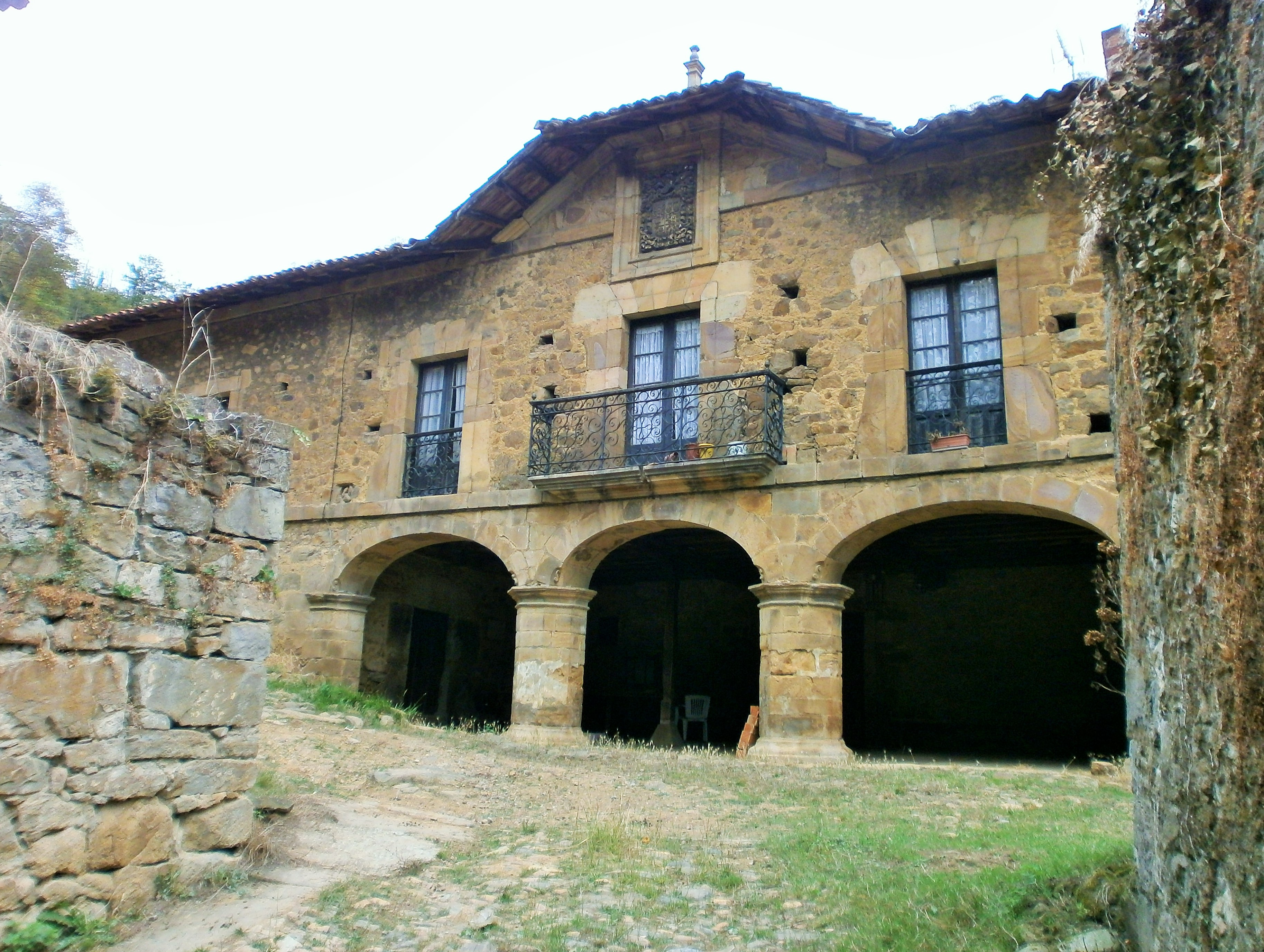
Palacio de Valletu

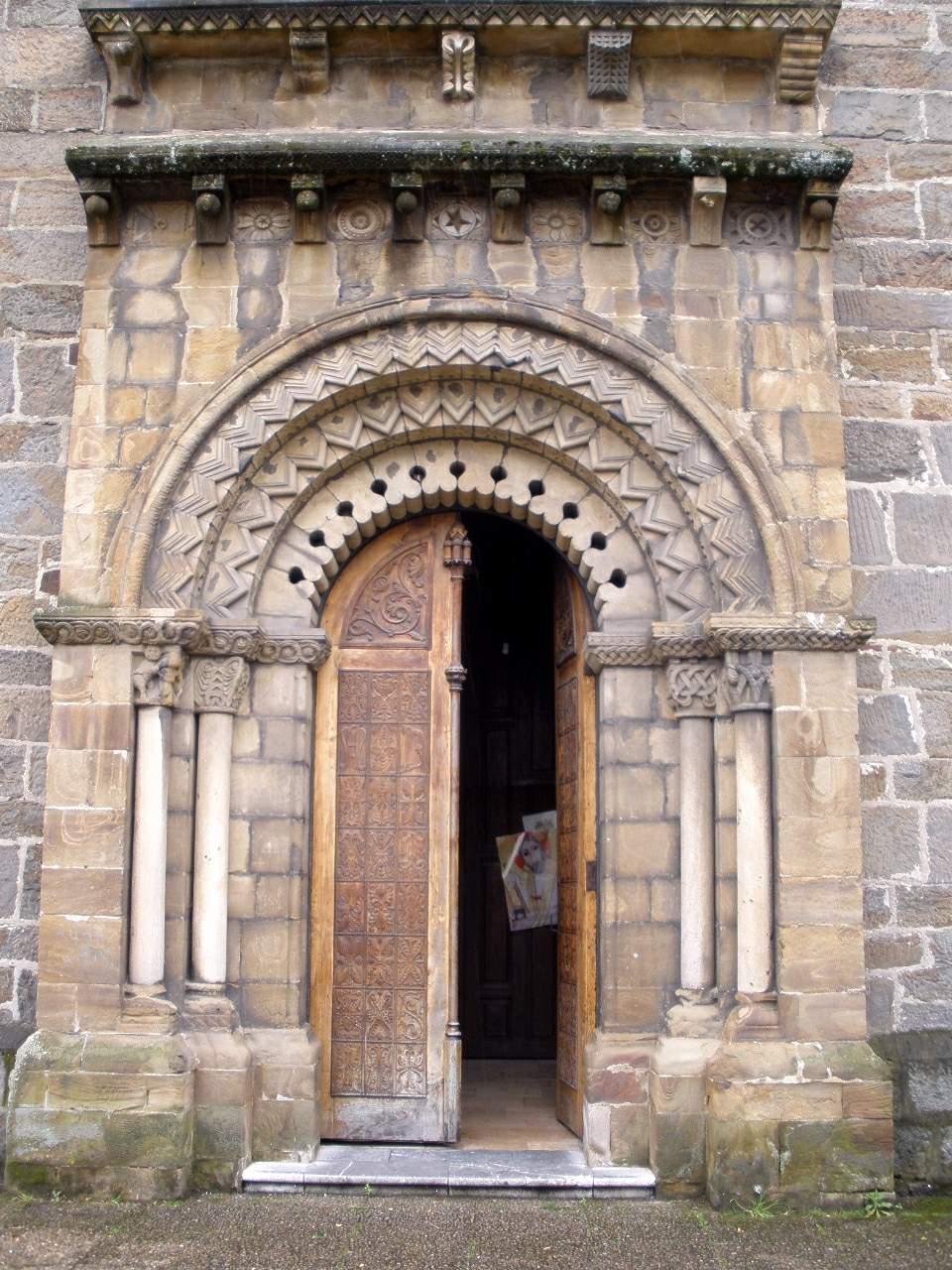
Iglesia de Santa Eulalia, en Ujo

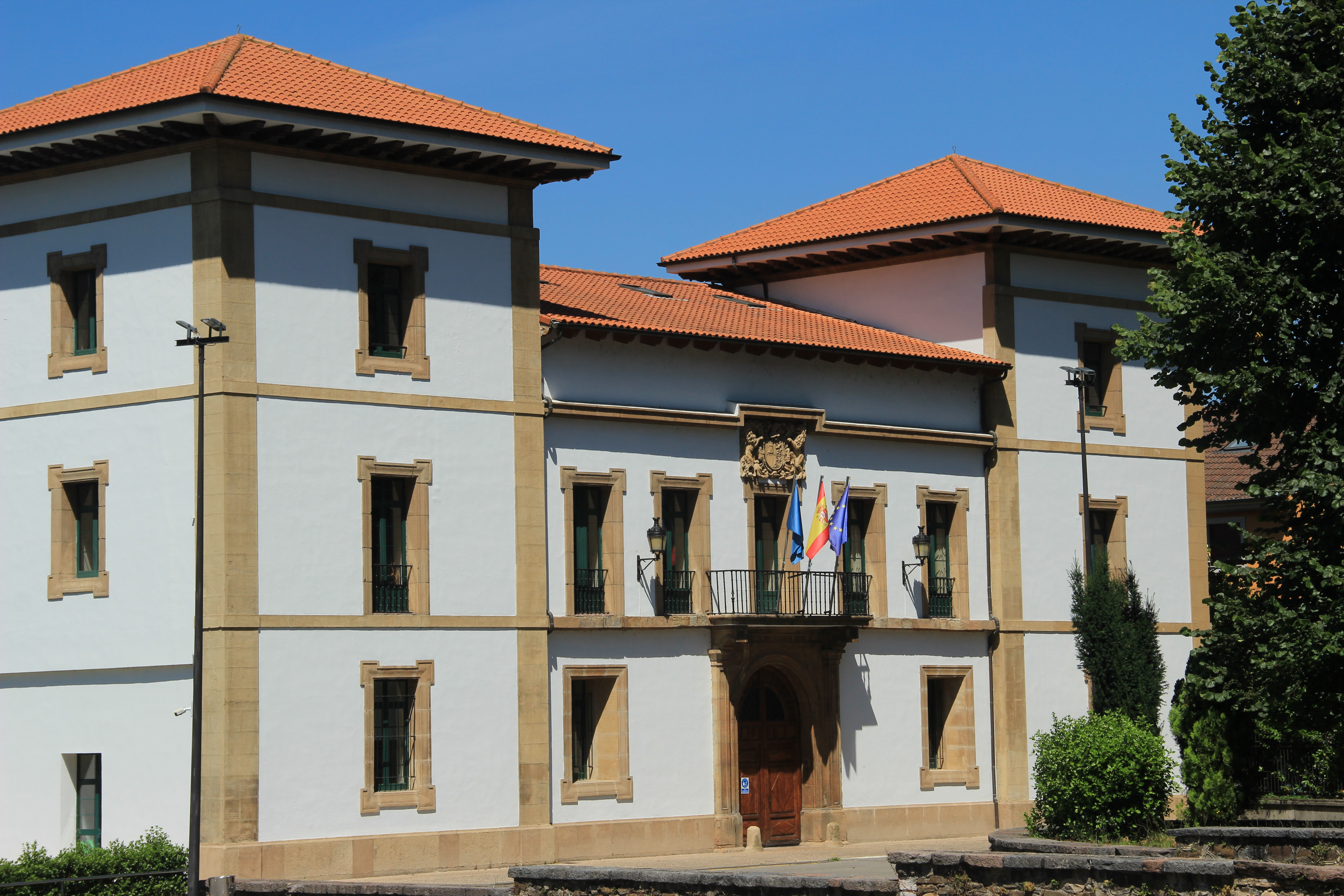
Palacio de los Camposagrado

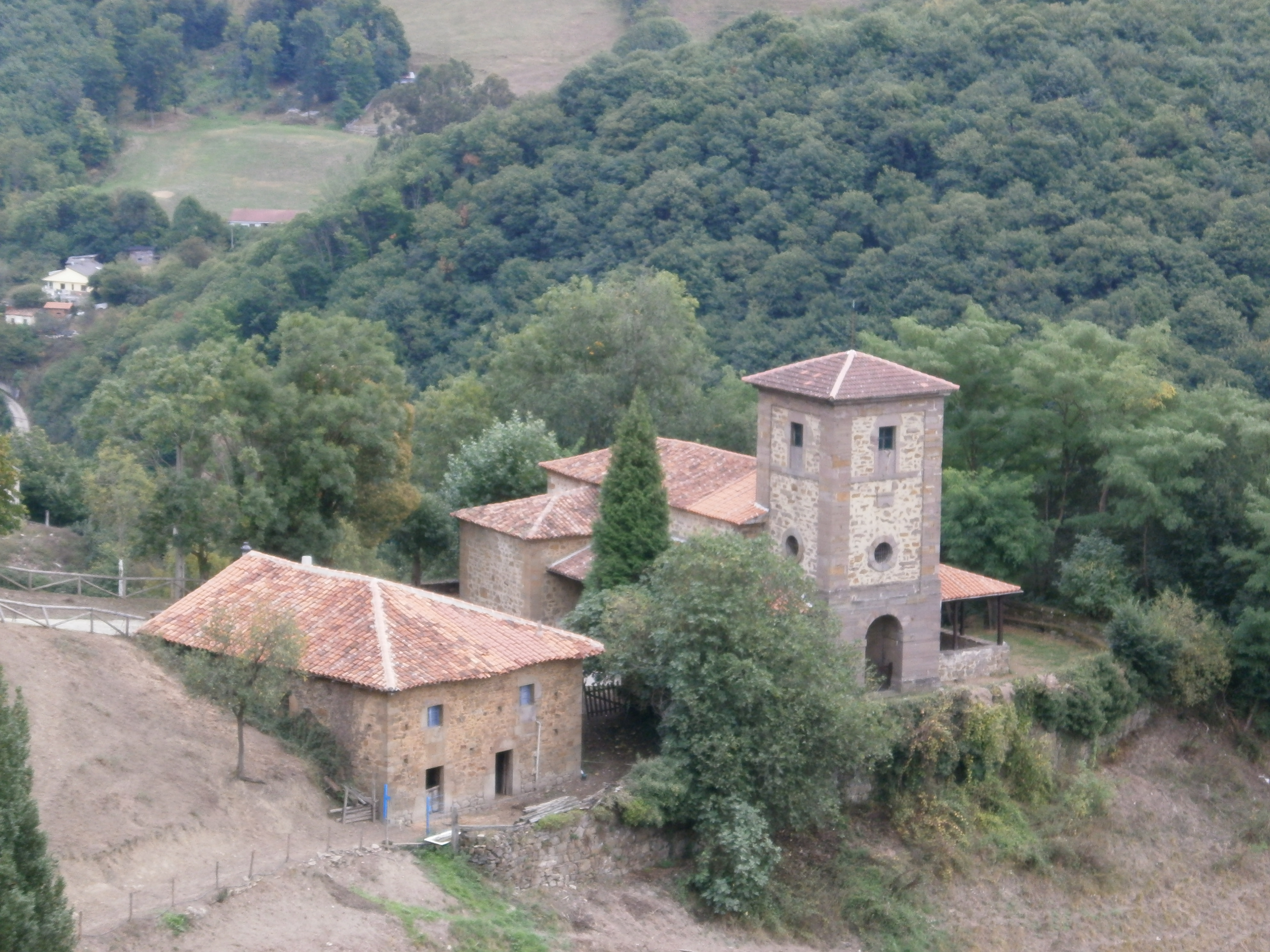
Santuario de los mártires Cosme y Damián

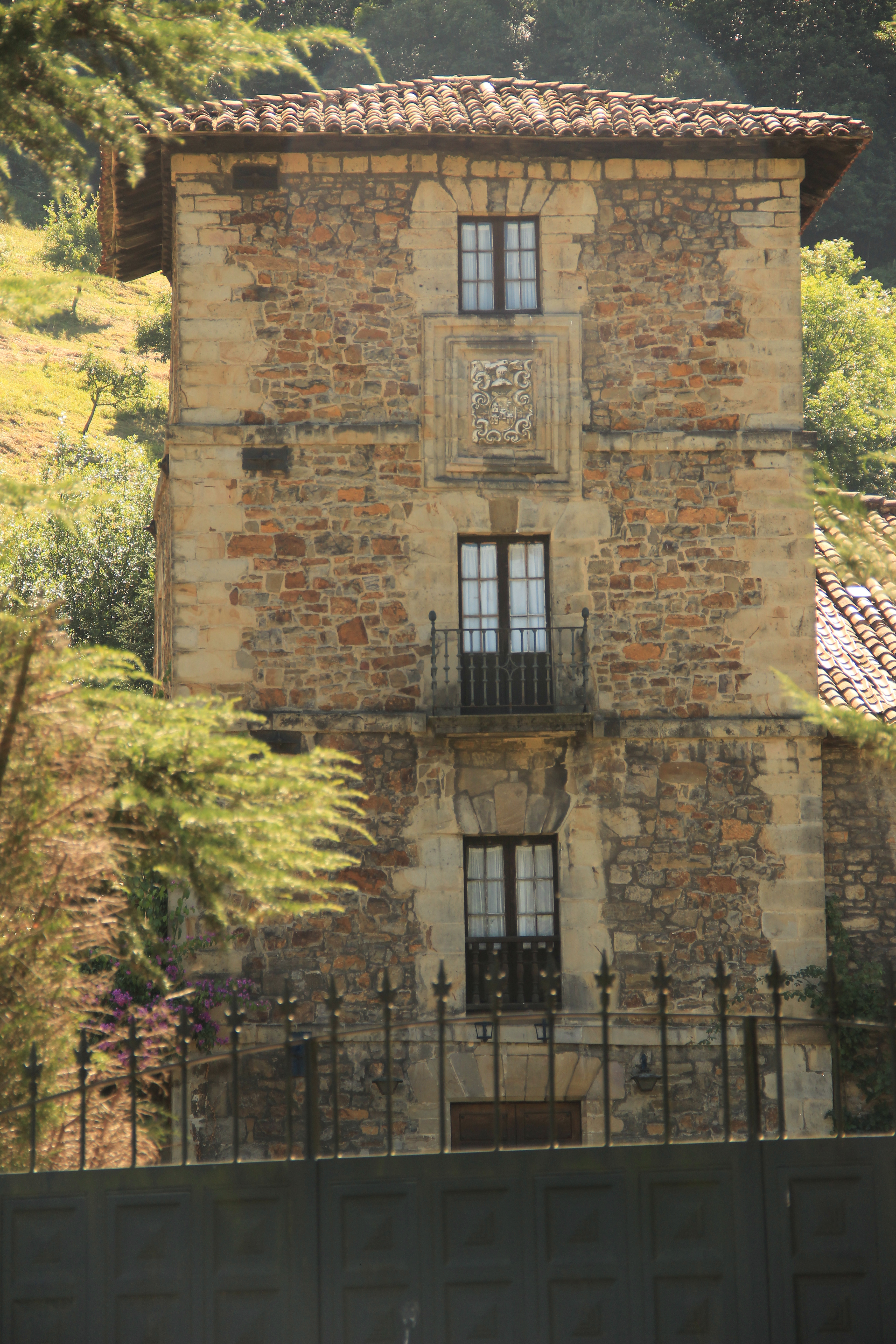
Palacio de Vizconde Heredia

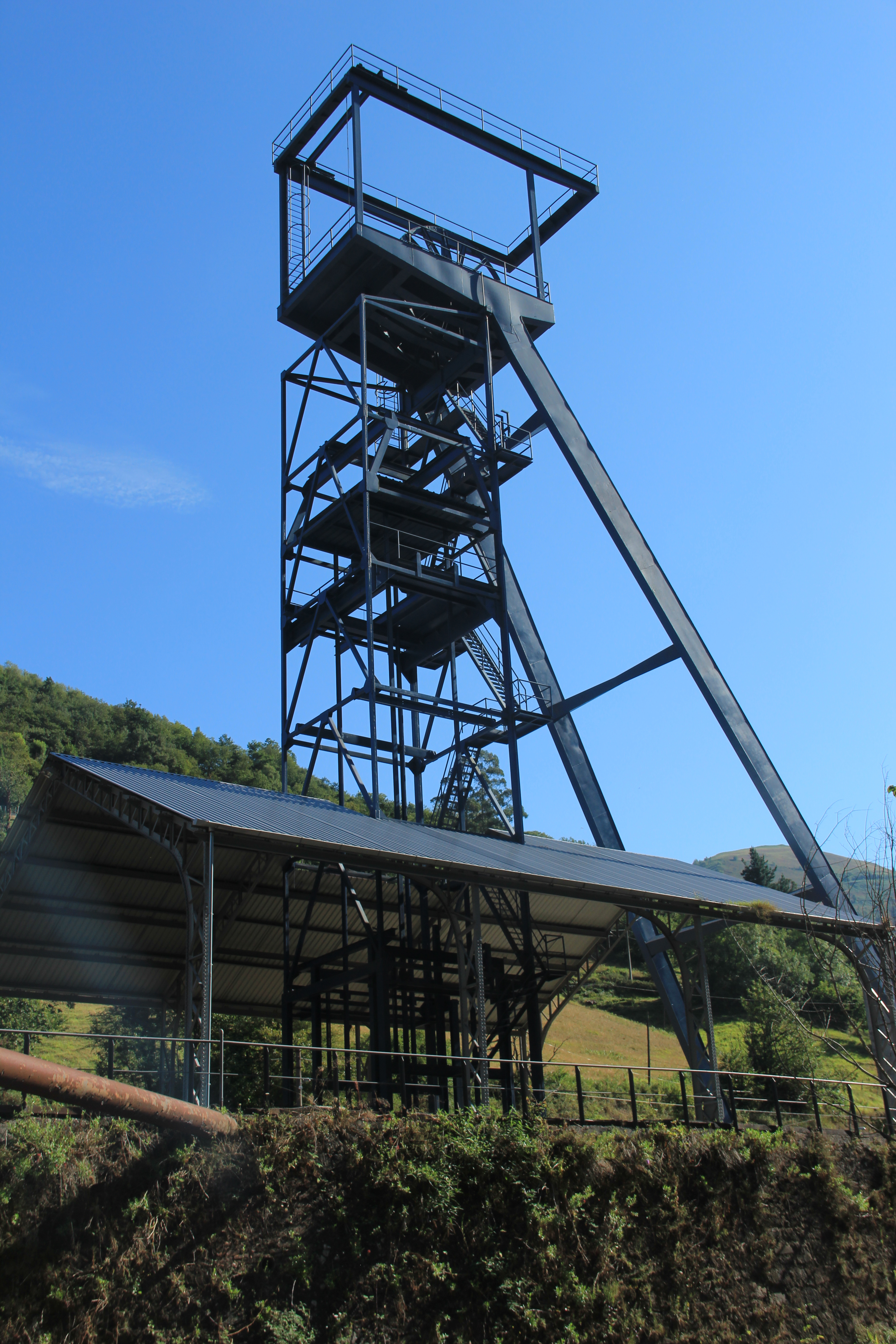
Uno de los castilletes del pozo Santa Bárbara

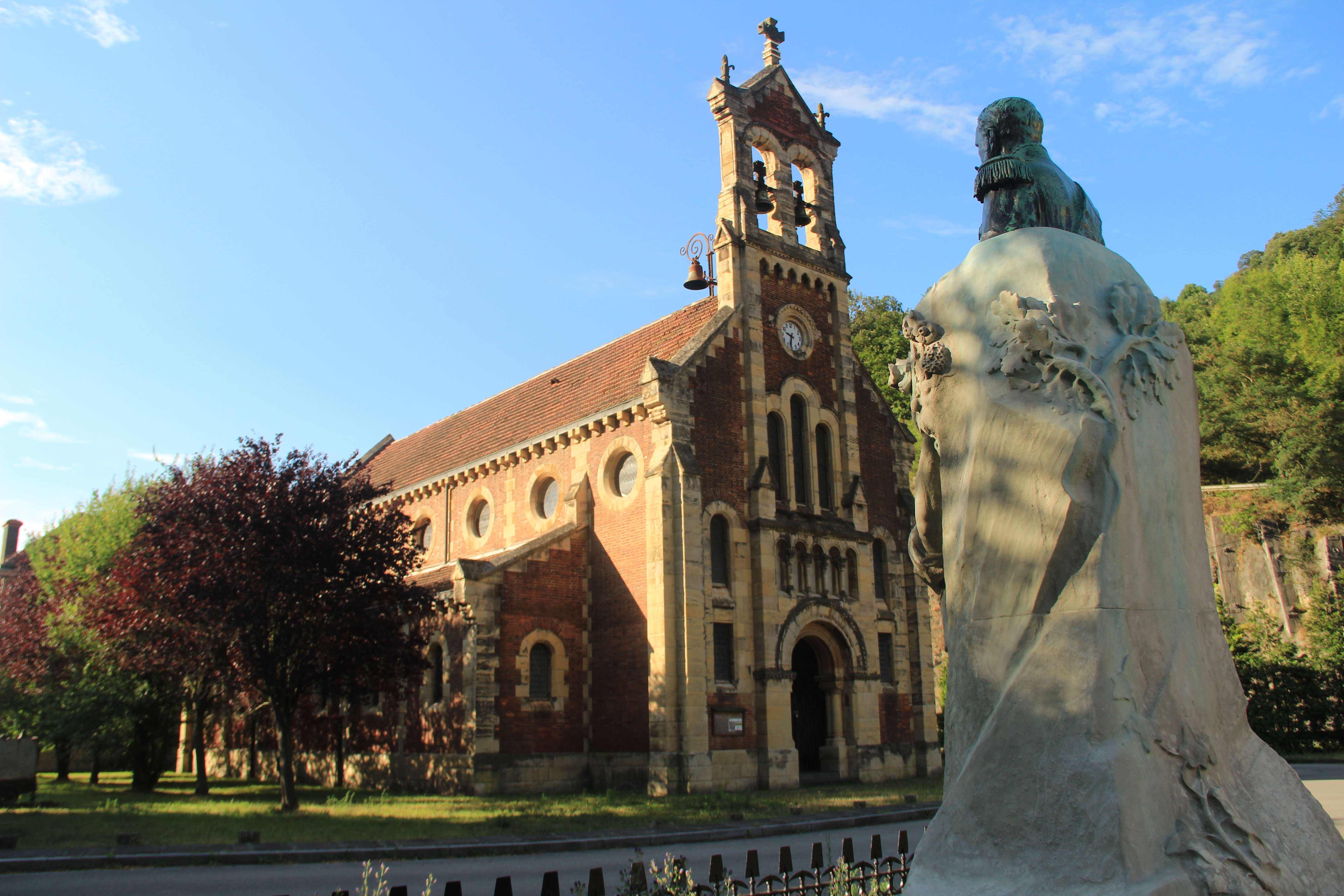
Iglesia del poblado minero de Bustiello

El concejo de Mieres tiene gran cantidad de monumentos ya que pertenecía a la ruta jacobea, entre los que destacan:
- La iglesia románica de Santa Eulalia, en Ujo, catalogada como Monumento Histórico Artístico. Debido a las obras del ferrocarril fue destruida en 1922, levantándose un templo mayor que el anterior, que era sencillo, donde se integra el ábside, el arco medio de triunfo y la puerta románica. El ábside es semicircular con medias columnas y capitel de motivos vegetales. La portada es de medio punto con tres arquivoltas decoradas en zigzag y capiteles vegetales y figurados. El arco de triunfo románico se sitúa en la entrada del ábside, es de dos arquivoltas y guardapolvo taqueado, con capiteles de tema vegetal.

- Iglesia de San Juan: templo neobarroco inaugurado en 1931 junto a la plaza de Requejo. Vino a sustituir al templo anterior, del siglo XVII, que se había quedado pequeño ante el incremento demográfico. Su autor fue Enrique Rodríguez Bustelo. Durante la Guerra Civil sirvió como polvorín.

- La casa Cortina, con la capilla de San Clemente, en Figaredo. Su estructura es un núcleo antiguo rodeado de añadidos. Su parte más importante es la fachada principal del cuerpo, es de dos pisos y uno bajo aprovechando el desnivel. Hay un portal profundo en el que se abren dos puertas, la principal con arco semicircular con grandes dovelas planas, sobre el portal se ve un corredor apoyado en zapata. El resto de la fachada es de mampostería con dos ventanitas cuadradas rodeadas de grandes sillares y enmarcadas por molduras sencillas. Su capilla de San Clemente es de nave corta, cabecera cuadrada con pórtico a los pies. Tiene un pequeño retablo barroco de San Clemente.

- El palacio de Arriba o de los Bernaldo de Miranda, en Cenera, es Monumento Histórico Artístico. Es un gran edificio de dos alturas, con dos puertas a la fachada, una menor adintelada y la principal de medio punto con dovelas, ente ellas hay saeteras abocinadas. Sobre la puerta en arco aparece un reloj de sol con la fecha 1808. El piso alto tiene cinco balcones con antepecho de barrotes torneados. La fachada posterior tiene un sencillo corredor de madera con un pequeño palomar bajo el alero. Su capilla está al frente de la casa y es sencilla con nave cubierta a dos aguas y rematada en espadaña. Su retablo es barroco.

- El palacio del Valletu, declarado Monumento Histórico Artístico. En el cuerpo central se abren tres grandes arcos de sillería apoyados en gruesos pilares. Su planta noble se distribuye en cinco balcones y los tres centrales sobre los arcos. En el alero en forma de frontón se aloja el escudo. La fachada meridional y posterior tienen una gran galería acristalada y la orientada al norte es de un solo piso por el desnivel y prolonga el faldón del tejado formando un pequeño pórtico. Construido en mampostería con sillar en impostas y enmarques de ventanas. El conjunto lo integran otros edificios, las cuadras, la casa, el lagar, el palomar y una panera.

- El Santuario de los Mártires de Cuna es un templo del siglo XVIII, obra de Pedro Muñiz. La planta es de forma de cruz con cabecera plana y torre a los pies. Los pórticos rodean ambos laterales y enlazan con el piso bajo la torre. Su interior está dividido en dos tramos y sus bóvedas decoradas con pinturas. La nave tiene coro a los pies con escalera de caracol de piedra que da acceso a la torre. La cabecera es plana y se cubre con bóveda estrellada. El retablo principal es de piedra gris de 1960, labrado con los símbolos de los Santos titulares. En la capilla lateral hay retablos neoclásicos con tallas barrocas.

- El palacio de Revillagigedo o de San Esteban del Mar, en Figaredo. Es un enorme edificio de planta rectangular unido a otro cuerpo menor por un arco rebajado. Tiene numerosos añadidos, destacando su portada barroca que es adintelada flanqueada por columnas de fuste estriado y capitel dórico. Sobre la puerta se labra la inscripción "POR LA LEI Y POR EL REY". Destaca El tercer piso con tres grandes ventanas de medio punto y una soleada galería al sur. Conserva el espacio de la antigua capilla (dedicada a local comercial), con bóveda de cañón y coro de madera a los pies.

Hay otro tipo de obras ya modernas y que fueron transformado el paisaje, entre las que tenemos:
- El poblado obrero de Bustiello, obra de la Sociedad Hullera Española, cuenta con varios edificios, uno religioso, dos centros escolares, el hospital y las propias viviendas. Estas eran unifamiliares pareadas de planta baja y piso con una pequeña huerta. Estas viviendas son de modelo estandarizado, la monotonía se rompe con los edificios principales. La capilla es un gran templo con referencias neorrománicas con tres naves, pórtico a los pies y triple ábside construido en piedra y ladrillo visto. Su fachada está centrada por la puerta en arco de medio punto sobre columnas dobles, culmina con una espadaña rematada en frontón y cruz. El Sanatorio está formado por varios pabellones comunicados entre sí por pasadizos de madera y cristal. El cuerpo principal se destaca porque está mucho más decorado, destacando el detalle de la artesanía como la puerta curvilínea de madera y hierro forjado o la decoración floral que aparece en los dinteles de las ventanas.

- Mieres alberga un cuantioso patrimonio industrial fruto de su intensa actividad económica en el pasado. Se pueden encontrar a lo largo del concejo numerosas minas de carbón, algunas de ellas abandonadas como el Pozo Polio o el Pozo Figaredo, y otras rehabilitadas como los pozos Espinos, San José, Barredo o Santa Bárbara (Bien de Interés Cultural). Destacan además numerosas tolvas, bocaminas, cargaderos, vías de ferrocarril, estaciones (como la del Vasco), puentes metálicos, chimeneas, viviendas obreras, escuelas, talleres, economatos, etc. La nave de Sovilla destaca por su elegante inspiración modernistas.

- La casa consistorial, obra del arquitecto Lucas María Palacio, más tarde se le añadiría otro piso obra de Juan Miguel de la Guardia y renueva la fachada haciendo la porticada con cinco arcos sobre pilastras, balcones con frontón triangular excepto el central que es curvo rematado en un templete con reloj y campana.

- El monumento al poeta mierense Teodoro Cuesta, realizado por el escultor Arturo Sordo. Fue trasladado varias veces de sitio, hasta volver al lugar original cerca de la casa natal del poeta en La Pasera. Es de grandes dimensiones son cuatro figuras de bronce asentadas en un pedestal formado por varios cuerpos escalonados. Encima se asienta el poeta y a los lados dos figuras. El poeta está coronado por una figura femenina portadora de una guirnalda.

### Deporte
- Caudal Deportivo, equipo de fútbol.
- BVM2012, Baloncesto Villa de Mieres 2012.
- Club Patín Mieres, equipo histórico de hockey sobre patines.
- Cuenques Rugby Club, equipo de rugby.
- IES Sánchez Lastra de Baloncesto, equipo de cadetes de Baloncesto.
- Club Deportivo Santa Marina, equipo de fútbol que milita en segunda regional y categorías inferiores
- Club Tenis de Mesa Mieres, equipo que disputa la liga territorial autonómica y entrena en la localidad de Santa Cruz de Mieres
- Rallye de la Montaña Central, puntuable para el campeonato de Asturias de Rallyes
- Descenso de Inercia de Tablao, puntuable para el Campeonato de Inercia de Asturias FIA

### Gastronomía
En el concejo se elabora el queso de Urbiés, conocido por ser uno de los quesos más fuertes de toda Asturias. Cabe mencionar que, como en el resto de la Comunidad, la sidra es un elemento fundamental de su variada gastronomía.
Platos típicos
- Guisantes con jamón
- Pote mierense con rabadal
- Chorizo a la brasa
- Pitu de caleya
- Trucha grandona
- Bollo preñado

Postres
- Consejos paserinos (rosquillas de masa quebrada dulce enriquecida con leche, horneadas)
- Tarta dalia
- Casadiellas fritas
- Rosquillas supremas de Mieres
- Les mierensines (postre elaborado a base de compota de manzana ganado mediante concurso por la Confitería La Aurora)

### Fiestas
- Carnaval: desde el jueves anterior al Miércoles de Ceniza.
- San Juan, patrón de Mieres:[7] 24 de junio.
- Mártires de Valdecuna, típica romería asturiana en el valle de Cuna y Cenera: 27 de septiembre.
- Folixa na primavera, abril.
- Santa Bárbara, 4 de diciembre.

## Ciudades hermanadas
- Karviná, República Checa
- San Miguel del Padrón, Cuba
- Amgala, Campos de Refugiados de la RASD en Tinduf
- Herstal, Bélgica[8]